# Максимилиан Антон фон Турн и Таксис
Максимилиан Антон Ламорал фон Турн и Таксис (на немски: Maximilian Anton Lamoral von Thurn und Taxis; * 28 септември 1831, Регенсбург; † 26 юни 1867, Регенсбург) е наследствен принц на Турн и Таксис.

## Биография
Той е големият син на княз Максимилиан Карл фон Турн и Таксис (1802 – 1870) и първата му съпруга имперската фрайин Вилхелмина фон Дьорнберг, наричана Мими (1803 – 1835), дъщеря на фрайхер Хайнрих Ернст Фридрих Конрад фон Дьорнберг (1769 – 1828) и фрайин Вилхелмина София фон Глаубург (1775 – 1835). Баща му се жени втори път 1839 г. за принцеса Матилда София фон Йотинген-Йотинген и Йотинген-Шпилберг (1816 – 1886).
Максимилиан Антон се жени в дворец Посенхофен на 24 август 1858 г. за херцогиня Хелена Баварска, наричана Нене (* 4 април 1834, Мюнхен; † 16 май 1890, Регенсбург), сестра на императрица Елизабет (Сиси) от Австрия (1837 – 1898), дъщеря на херцог Максимилиан Йозеф (1808 – 1888) и принцеса Лудовика Баварска (1808 – 1892), дъщеря на крал Максимилиан I Йозеф Баварски (1756 – 1825). Те живеят в палата на наследствения принц в Регенсбург.
Максимилиан умира на 35 години на 26 юни 1867 г. в Регенсбург от одем на белите дробове. Погребан е в гробната капела на дворец Св. Емерам. Деветгодишният му син Максимилиан Мария е през 1871 г. негов наследник като княз, като се пропуска една генерация. Вдовицата му Хелена Баварска поема до 1883 г. опекунството за техния син и остава да живее в палата на наследствения принц. След смъртта на нейния свекър Максимилиан Карл там се нанася и неговата вдовица, втората му съпруга Матилда София фон Йотинген.
Крал Лудвиг II пише съболезнователно писмо лично на княз Максимилиан Карл:
| „ | Ich fühle mit euer Liebden den tiefen und gerechten Schmerz, welche dieselben und die gesamte Taxis'sche Familie empfindet und ermesse sehr wohl, welch eine Fülle von Hoffnungen mit dem theuren Leben des dahingeschiedenen erloschen ist. ("I sympathize with your loss the deep pain and just the same and the whole Taxis family feels and discretion very well what a lot of hopes with the dear passing away of life is extinguished.) | “ |

## Деца
Максимилиан Антон и Хелена Баварска имат четири деца:
- Луиза Матилда Вилхелмина Мария Максимилиана (* 1 юни 1859, дворец Таксис; † 20 юни 1948, Зигмаринген), омъжена на 21 юни 1879 г. в Регенсбург за принц Фридрих фон Хоенцолерн-Зигмаринген (* 25 юни 1843, Инцигхофен; † 2 декември 1904, Мюнхен), син на княз Карл Антон фон Хоенцолерн-Зигмаринген (1811 – 1885) и принцеса Жозефина фон Баден (1813 – 1900); няма деца
- Елизабет Мария Максимилиана (* 28 май 1860, Дрезден; † 7 февруари 1881, Йоденбург), омъжена на 17 октомври 1877 г. в Регенсбург за португалския инфант херцог Мигел Брагански (* 19 септември 1853, Клайнхойбах; † 11 октомври 1927, Зеебенщайн, Австрия), син на крал Мигел I Португалски (1802 – 1866); има един син и две дъщери
- Максимилиан Мария Карл Йозеф Габриел Ламорал (* 24 юни 1862, замък Таксис; † 2 юни 1885, Регенсбург), 7. княз на Турн и Таксис; неженен
- Алберт Мария Йозеф Максимилиан Ламорал (* 8 май 1867, Регенсбург; † 22 януари 1952, Регенсбург), 8. княз на Турн и Таксис, женен за ерцхерцогиня Маргарета Клементина Австрийска * (* 6 юли 1870, Алцзут; † 2 май 1955, Регенсбург), дъщеря на ерцхерцог Йозеф Карл Лудвиг Австрийски (1833 – 1905) и принцеса Клотилда от Саксония-Кобург и Гота (1846 – 1927); има осем деца